# Heinrich Meister

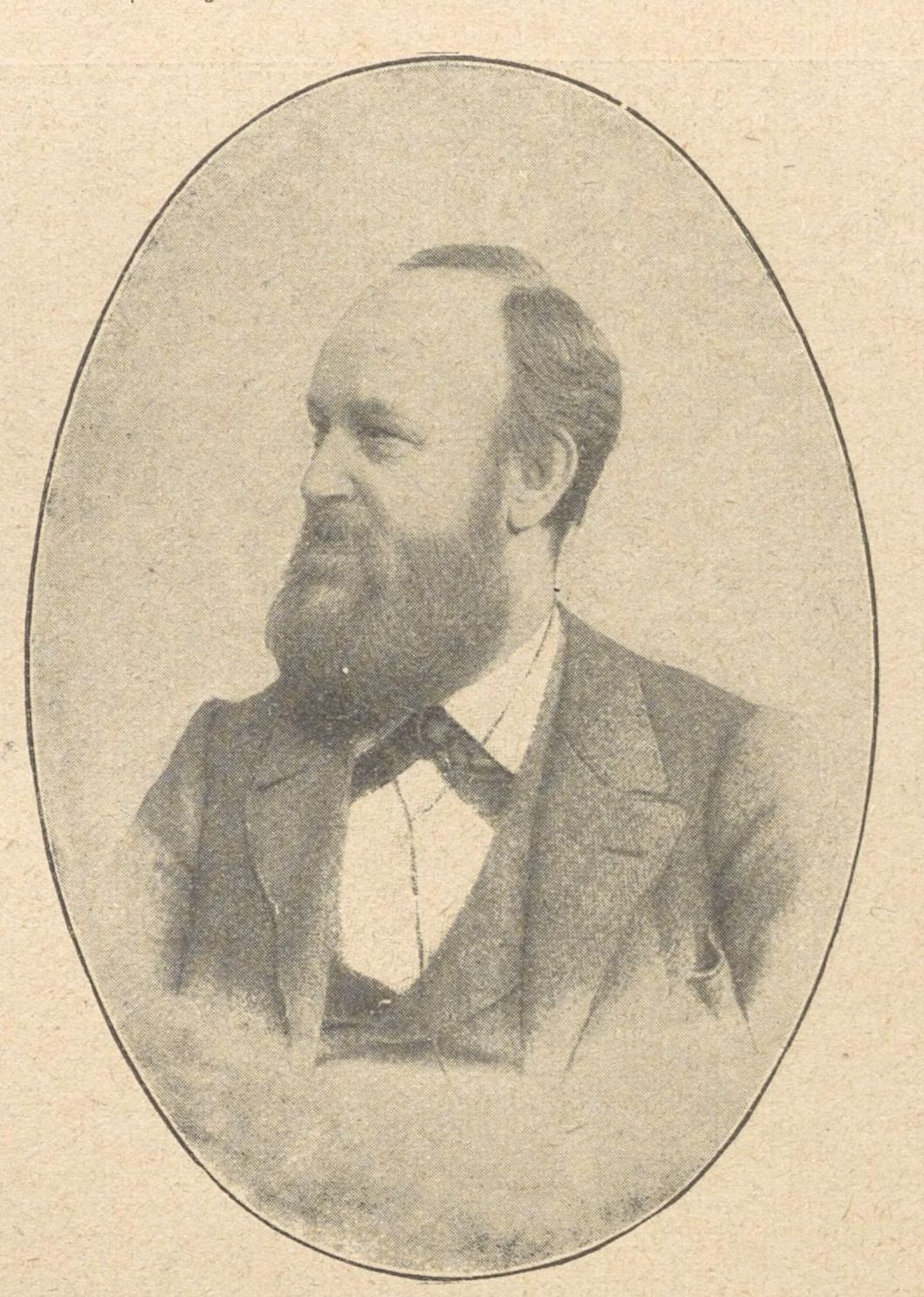
Porträt Meister, in: Der wahre Jacob von 1906

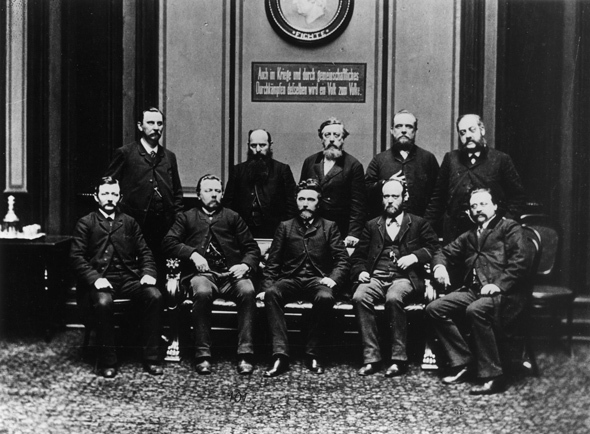
Mitglieder der SAPD Reichstagsfraktion 1889. (sitzend von links aus gesehen: Georg Schumacher, Friedrich Harm, August Bebel, Heinrich Meister und Karl Frohme. Stehend: Johann Heinrich Wilhelm Dietz, August Kühn, Wilhelm Liebknecht, Karl Grillenberger und Paul Singer)

Heinrich Ernst August Meister (* 2. Oktober 1842 in Hildesheim; † 5. April 1906 in Hannover) war ein deutscher Fabrikarbeiter, Gewerkschafter und Verbandsvorsitzender, Parteifunktionär (SPD) und Reichstagsabgeordneter (1884–1906), Unternehmer und Zeitungsverleger.

## Leben
Heinrich Meister war Sohn des in Hildesheim als Gesangslehrer und Organist tätigen Musikers Carl Meister (1801–1885), dieser wiederum Sohn des Carl Christian Meister und dessen Ehefrau Maria Landwehr. Heinrich Meisters Mutter Louise (1812–1869) war Tochter des in Rössingen tätigen Amtsvogts Georg Opitz und der Dorothee Nothdurft.
Aufgewachsen „in einfachsten Verhältnissen“ besuchte Meister von 1848 bis 1856 zunächst die Hildesheimer Volks- und Bürgerschule,  brach eine Lehre als Buchbinder 1858 ab und siedelte Anfang der 1860er Jahre in die Residenzstadt des Königreichs Hannover, wo er in der Zigarrenfabrik Schäfer Arbeit fand.
Im Jahr 1865 gehörte Meister zu den Mitbegründern des gewerkschaftlichen Allgemeinen Deutschen Zigarrenarbeiterverbandes. Von 1867 bis 1873 war er zweiter Vorsitzender der Organisation. Von 1882 bis 1905 war er Vorsitzender des zentralen Verbandsausschusses des freigewerkschaftlichen Tabakarbeiterverbandes.
Bis zu seinem Tod im Jahr 1906 war er Inhaber der E. A. H. Meister & Co.

## Partei
Politisch war er 1867 der Gründer und Führungsfigur des Allgemeinen Deutschen Arbeitervereins in Hannover. Während des Sozialistengesetzes ab 1878 war er der führende sozialdemokratische Funktionär der SAP in der Provinz Hannover. In den Jahren 1887 und 1890 war Meister Mitglied der zentralen sozialdemokratischen Wahlkommission. Von 1891 bis 1906 war er der Vorsitzende der SPD—Kontrollkommission.

## Mandate
In den Jahren 1877, 1878 und 1881 kandidierte Meister vergeblich für ein Reichstagsmandat. Im Jahr 1884 gelang es Meister, auch wegen der Wahlempfehlung der Nationalliberalen, sich in einer Stichwahl gegen den Geheimen Regierungsrat Ludwig Brüel von der Welfenpartei durchzusetzen und erstmals den Reichstagssitz für Hannover zu erringen. Bis 1906 vertrat er den Wahlkreis Hannover 8 im Reichstag. Von 1884 bis 1906 gehörte er dem Fraktionsvorstand an und war zeitweise deren Kassierer.

## Ehrengrab

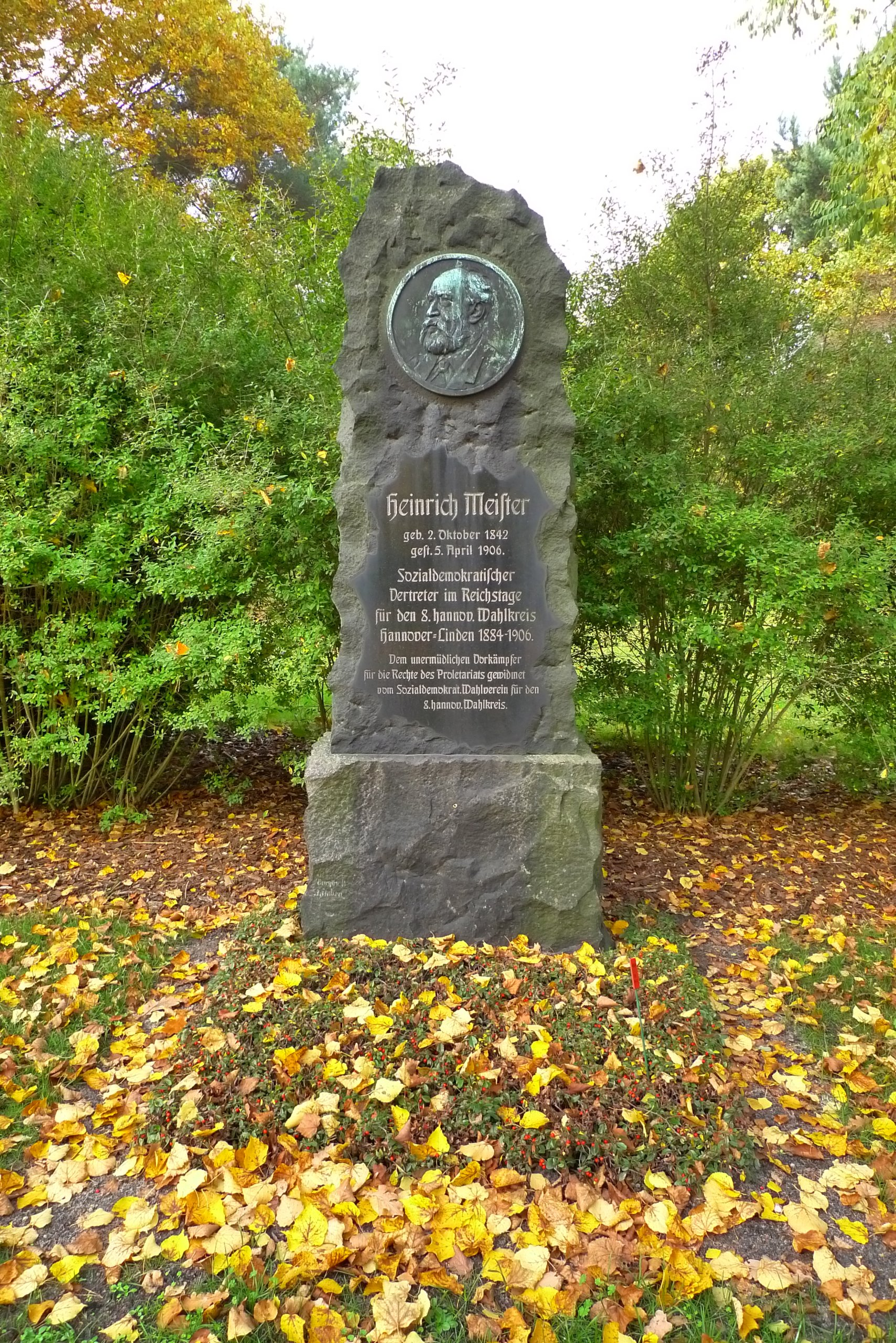
Grabmal auf dem Stadtfriedhof Stöcken

Nach seinem Tod stiftete der sozialdemokratische Wahlverein Linden Meister ein Grabmal auf dem Stadtfriedhof Stöcken mit der Inschrift „Dem unermüdlichen Vorkämpfer für die Rechte des Proletariats.“